# Khary Payton
 Khary Rohon Payton (Augusta, Georgia; 16 de mayo de 1972) es un actor de voz, cine y televisión estadounidense. Es conocido por dar su voz a Cyborg para las series Los jóvenes titanes - Los jóvenes titanes en acción y por interpretar al Rey Ezekiel en la famosa serie de televisión The Walking Dead de la cadena AMC.

## Carrera
Khary ha aparecido en la serie Cinco razones (para no salir contigo), interpretando el papel de "Josh" como mejor amigo gay de la protagonista "Emily Sanders" (Heather Graham), cuyo primer episodio fue emitido el 9 de enero de 2006 en Estados Unidos, después la serie se canceló con sólo seis episodios rodados. En España la serie ha sido emitida al completo en el canal de cable Cosmopolitan TV.
En el año 2013, volvió a interpretar a Cyborg para la serie spin-off de Lós Jóvenes Titanes llamada Teen Titans Go! (serie animada).

## Filmografía

### Dibujos Animados (Estados Unidos)
- KND:Los Chicos del Barrio - Mauricio N.º: 9 y voces adicionales
- Legion of Super Heroes - Tyr y Hunter
- Street Sharks - Moby Lick
- Lós Jóvenes Titanes - Cyborg y Heraldo
- Teen Titans Go! (serie animada) Cyborg
- Invencible (serie de televisión) Black Samson

### Televisión
| Año                 | Título                                | Papel                                                             | Notas |
| ------------------- | ------------------------------------- | ----------------------------------------------------------------- | --- |
| 2001                | Walker, Texas Ranger                  | Gillis                                                            | Episodio: "Justice for All" |
| 2002                | Imagine That                          | Demetrius                                                         | Episodio: "The Married Balladeer" |
| 2003                | JAG                                   | Seaman James Westin                                               | Episodio: "Touchdown" |
| 2004                | The Shield                            | Kaliel "Lil' Psych" Wilkes                                        | Episodio: "Cracking Ice" |
| 2005-2007           | Ben 10                                | Hex                                                               | Voz recurrente, 3 episodios (temp. 1-2, 4) |
| 2006-2008           | Cinco razones (para no salir contigo) | Josh                                                              | Recurrente; 6 episodios |
| 2006                | Hannah Montana                        | Director Roger                                                    | Episodio: "More Than a Zombie to Me" |
| 2008                | How I Met Your Mother                 | Chico de la cabina #3                                             | Episodio: "The Fight" |
| 2009                | Medium                                | Sr. Bronson                                                       | Episodio: "Baby Fever" |
| 2009                | Criminal Minds                        | Oficial                                                           | Episodio: "Slave of Duty" |
| 2010                | I'm in the Band                       | Director Kaz Ridley                                               | Episodio: "Spiders, Snakes and Clowns" |
| 2010                | Lie to Me                             | Capitán Stan Renshaw                                              | Episodio: "React to Contact" |
| 2010                | CSI: Miami                            | Aaron Taber                                                       | Episodio: "Manhunt" |
| 2010-2013, 2019-TBA | Young Justice                         | Aquaman / Kaldur'ahm / Aqualad Black Lightning / Jefferson Pierce | Voz principal (Temporada 1 y 3; 35 episodios) Voz recurrente (Temporada 2; 8 episodios) Voz secundaria (Temporada 2; Episodio: "Endgame") Voz principal (Temporada 3; 17 episodios) |
| 2011                | General Hospital                      | Dr. Terrell Jackson                                               | Recurrente; 24 episodios |
| 2012                | Fairly Legal                          | Tom Finnerman                                                     | Episodio: "Kiss Me, Kate" |
| 2012                | Go On                                 | Don                                                               | Episodio: "Pilot" |
| 2013                | Body of Proof                         | Brad Carter                                                       | Episodio: "Breakout" |
| 2016-2022           | The Walking Dead                      | Ezekiel Sutton                                                    | Recurrente (Temporada 7; 5 episodios) Coprotagonista (Temporada 8; 10 episodios) Protagonista (Temporada 9-11; 34 episodios)                                                        |
| 2017                | Hand of God                           | Major Tom                                                         | 2 episodios |

### Películas
- Drácula II: Ascensión - Kenny
- Hellraiser: Hellworld - Derrick
- Latter days: andrew
- 301: Rey Erotica
- XXX 2 - XXX
- Super Mario Bros.: la película - Rey Pingüino (voz).

### Videojuegos (Estados Unidos y España)
- SOCOM: U.S. Navy SEALs Fireteam Bravo 2 - WRAITH
- Dead Or Alive Xtreme 2 - Zack
- Dead Or Alive Dimensons - Zack
- Marvel: Ultimate Alliance - Blade
- Saints Row
- X-Men Legends II: Rise of Apocalypse - Bishop y Nick Fury
- Metal Gear Solid 4: Guns of the Patriots - Drebin
- Batman: Arkham Knight - Azrael

- Datos: Q2507611
- Multimedia: Khary Payton / Q2507611